# Кастро (Асколи Пичено)
Кастро (итал. Castro) насеље је у Италији у округу Асколи Пичено, региону Марке.
Према процени из 2011. у насељу је живело 21 становника. Насеље се налази на надморској висини од 807 м.